# Christopher Maire
Pour les articles homonymes, voir Maire (homonymie).
Christopher Maire, né le 6 mars 1697 à Hardwick (Durham) et mort le 22 février 1767 à Gand, est un mathématicien, astronome, géographe et jésuite britannique. 
Maire est surtout connu pour avoir mesuré en 1754 avec Boscovich un arc de méridien entre Rome et Rimini. 

## Biographie
Après ses études au Collège des Jésuites anglais de Saint-Omer, il entre dans la Compagnie de Jésus le 7 septembre 1715, à Watten.
Inventeur d'un méthode de triangulation, après un cours d'enseignement à Saint-Omer, il enseigne la philosophie et la théologie à Liège. A l’automne 1744, il devint recteur du Collège anglais des Jésuites de Rome et occupe ce poste jusqu'en 1750. Il retourne à Saint-Omer en mars 1757,. 

## Travaux

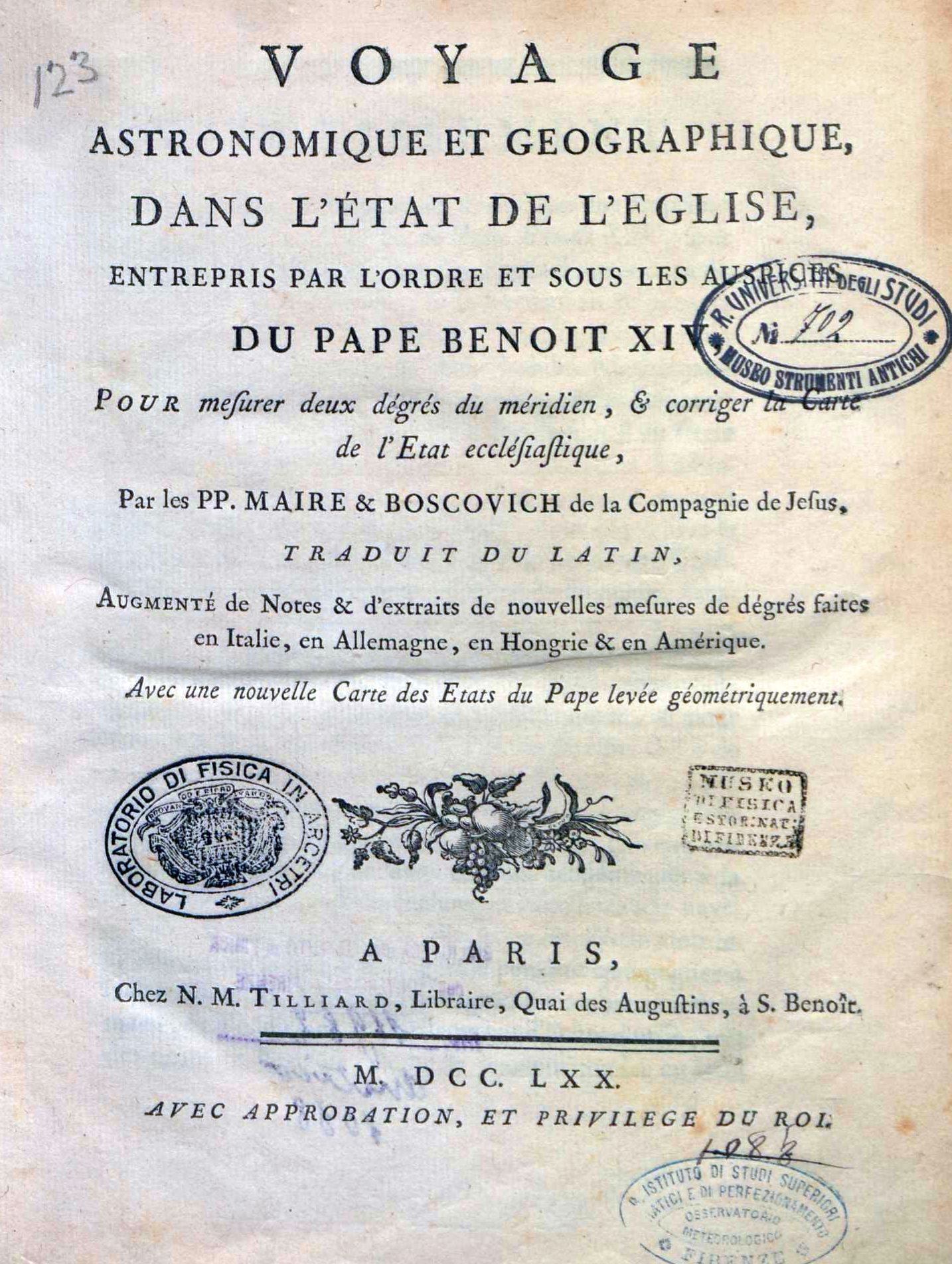
De litteraria expeditione per pontificiam ditionem ad dimetiendos duos meridiani gradus et corrigendam mappam geographicam, 1770

- 1737 : Tractatus Theologicus de Sanctissima Trinitate (manuscrit)
- 1744 : Observationes Cometæ ineunte anno mdccxliv in Collegio Anglicano Romæ habitæ, et cum theoria Newtoniana comparatæ, Rome
- 1744 : Observationes Astronomicæ Leodii, Audomarapoli, et Romæ habitæ ab anno 1727 ad 1743: in Carlo Antonio Giuliani's Memorie sopra la Fisica e Istoria Naturale di diversi Valentuomini, Lucca
- 1747 : Table of Longitudes and Latitudes for the principal Towns of the World, in Scientia Eclipsium, Rome
- 1748 : Defectus Solis observatus die 25 Julii in Collegio Anglicano, in Mémoires de Trévoux, septembre
- 1755 : Carte de la principauté de Liège, Nouvelle carte géographique des états ecclésiastiques